# Biblioteka Narodowa Malty
Biblioteka Narodowa Malty (malt. Bibljoteka Nazzjonali ta’ Malta, ang. National Library of Malta), znana ogólnie jako Bibliotheca (malt. Bibljoteka) – narodowa biblioteka Malty zlokalizowana w Valletcie, w bezpośrednim sąsiedztwie Pałacu Wielkiego Mistrza, przy 36 Triq It-Tezorerija (36 Old Treasury Street), tworząc tylną pierzeję Misraħ Ir-Repubblica.

Została założona przez wielkiego mistrza Emmanuela de Rohan-Polduc w 1776 roku ze zbiorów rycerza Ludwika Guérina de Tencin. Od roku 1925 biblioteka otrzymuje egzemplarz obowiązkowy i wraz z Uniwersytetem Maltańskim posiada największą kolekcję maltaików. Biblioteka posiada również archiwa Zakonu św. Jana, Università w Mdinie i Università w Valletcie.
Instytucja mieści się w centrum miasta, w neoklasycystycznym budynku z końca XVIII wieku zaprojektowanym przez architekta o polsko-włoskich korzeniach Stefano Ittara i jego syna Sebastiano.

## Historia
Początki Biblioteki Narodowej Malty sięgają roku 1555, kiedy to wielki mistrz Claude de la Sengle zarządził, że wszystkie księgi należące do zmarłych rycerzy zakonu św. Jana mają zostać przekazane do skarbca zakonu.
W roku 1760 Louis Guérin de Tencin zakupił kolekcję 9700 książek, które należały do Joaquína Fernándeza de Portocarrero za 7000 scudi. Rok później otworzył bibliotekę publiczną w budynku znanym jako Il Forfantone w Valletcie, zawierającą książki z jego własnej biblioteki oraz kolekcję Portocarrero, bibliotekę Sainte-Jaya (która wcześniej była przechowywana w zakrystii kościoła konwentualnego św. Jana) oraz księgi ofiarowane przez członków Zakonu. De Tencin mianował Agiusa de Soldanis bibliotekarzem i sam wypłacał mu pensję. De Tencin zmarł w 1766 roku, zanim udało mu się zdobyć fundusze na utrzymanie biblioteki.
W roku 1776 wielki mistrz Emmanuel de Rohan-Polduc formalnie założył Bibliotheca Publica, która była również nazywana Bibliotheca Tanseana dla upamiętnienia Louisa Guérina de Tencin. Forfantone uznano za zbyt ciasny, by pomieścić nową bibliotekę, dlatego w 1786 roku zlecono urodzonemu w Polsce włoskiemu architektowi Stefano Ittarowi zaprojektowanie nowego gmachu biblioteki. Budynek powstał na miejscu Conservatoria, w którym przechowywano kruszce złota i srebra ze skarbca zakonu. Ukończono go w roku 1796, ale przez kilkanaście lat pozostawał pusty z powodu francuskiej inwazji w 1798 r. Ostatecznie biblioteka została zainaugurowana 4 czerwca 1812 roku przez cywilnego komisarza Malty sir Hildebranda Oakesa, i stała się znana jako Malta Public Library.
Na mocy ustawy nr. II z 1925 roku biblioteka zaczęła otrzymywać egzemplarz obowiązkowy, a w roku 1936 otrzymała od króla Jerzego V tytuł Royal Malta Library (Królewskiej Biblioteki Maltańskiej). W roku 1937 z Banca Giuratale w Valletcie przeniesione zostały do biblioteki archiwa Zakonu Maltańskiego.
W 1976 roku we Florianie została otwarta Centralna Biblioteka Publiczna, a biblioteka w Valletcie stała się biblioteką naukową i prezencyjną, znaną jako Biblioteka Narodowa Malty.

## Architektura

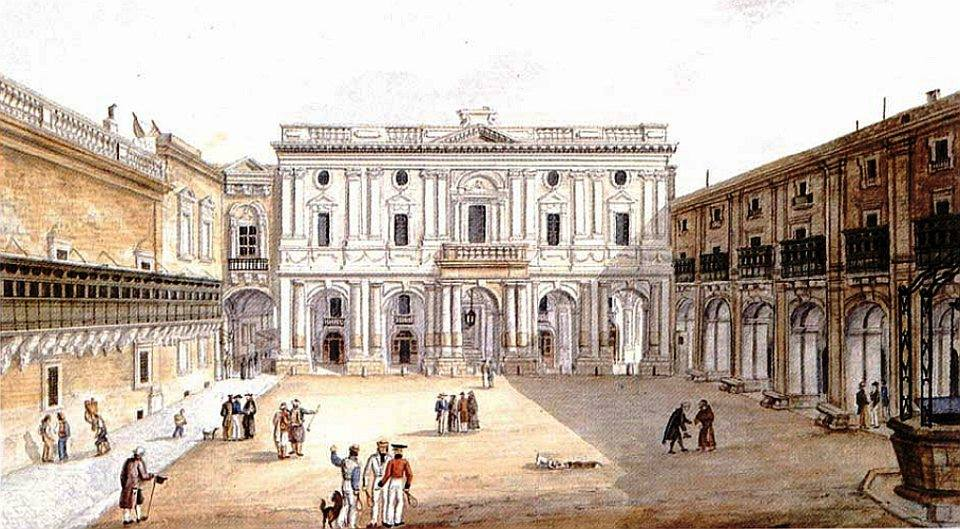
Malta Public Library w Valletcie, obraz Charlesa de Brocktorffa

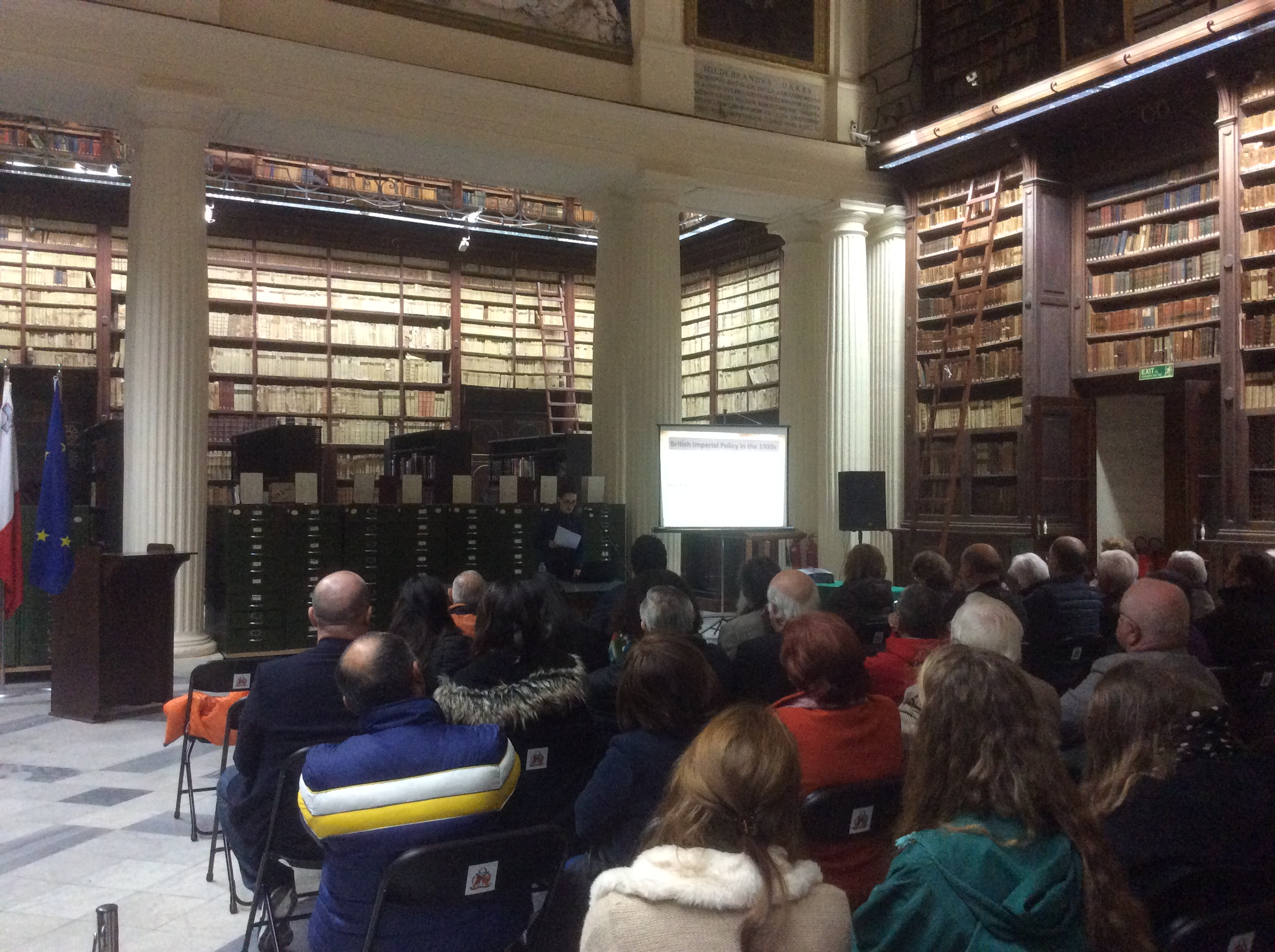
Publiczny wykład w holu głównym biblioteki

Budynek biblioteki został zaprojektowany przez polsko-włoskiego architekta Stefano Ittara, i jest wczesnym przykładem architektury neoklasycystycznej na Malcie. Ma symetryczną fasadę z doryckimi i jońskimi kolumnami. Symetryczna fasada charakteryzuje się porządkiem doryckim w parterze i jońskim w piano nobile. Piętro wspiera sklepiona loggia. Elewację frontową na poziomie pierwszego piętra charakteryzują dwie pary prostokątnych okien po obu stronach balkonu, a nad nimi dwa zestawy okien owalnych. Nad środkowym wejściem znajduje się balkon z balustradą wsparty na parze podwójnych kolumn doryckich, które z kolei są połączone z 2 parami kolumn jońskich, które otaczają wejście na balkon, nad którym na poziomie attyki znajduje się trójkątny fronton. Pod szczytową balustradą, wokół całego budynku biegnie gzyms. Duży przedsionek wejściowy prowadzi do obszernych schodów wiodących do holu głównego.
Dowody wskazują, że Stefano Ittar był głównym architektem budynku biblioteki, zaś jego syn Sebastiano kontynuował projekt po śmierci ojca, który zmarł przed ukończeniem prac.
Budynek biblioteki został wpisany na Antiquities List of 1925. Teraz jest zaklasyfikowany jako zabytek narodowy stopnia 1, jest również wymieniony w National Inventory of the Cultural Property of the Maltese Islands (NICPMI) pod nr. 01141.

## Zbiory

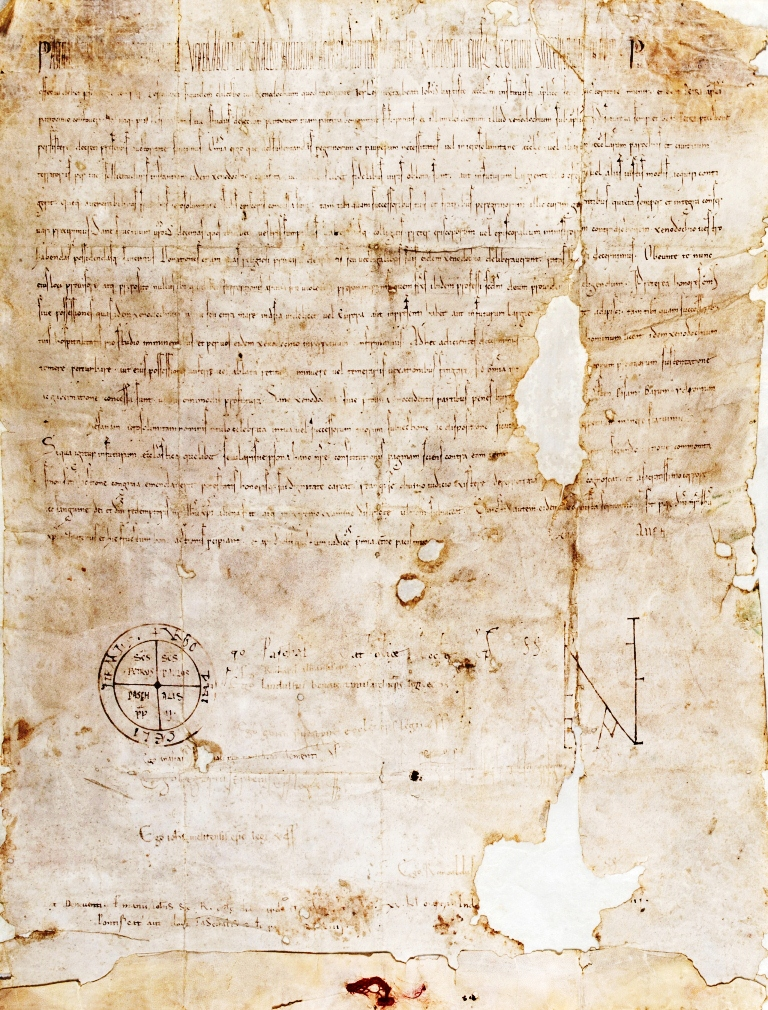
Pie Postulatio Voluntatis (1113)

Zbiory Biblioteki Narodowej Malty obejmują:
- Pie postulatio voluntatis, bulla wydana przez papieża Paschalisa II w 1113 roku potwierdzająca ustanowienie Zakonu św. Jana[10]
- archiwa joannitów od średniowiecza do 1798[11]
- archiwum Skarbu Zakonu św. Jana[11]
- archiwa Università Mdiny i Valletty z lat 1450–1818[11]
- 1617 kodeksów i rękopisów[12]
- 60 inkunabułów, w tym Institutiones Oratoriæ(inne języki) (1476) Kwintyliana, Obsidionis Rhodiae urbis desscriptio (1480) i Rhodiorum Historia (1496) Guillaume Caoursina , Kosmografia (1490) Ptolemeusza, Privilegia Ordinis Sancti Joannis Hierosolymitani Summis Pont. concessa (1495) i Comœdiæ Plauta (1499)[13]
- duży zbiór maltaików (książek, broszur, gazet itp. autorów maltańskich lub związanych z Maltą), w tym niektóre z najwcześniejszych gazet opublikowanych na Malcie (takich jak Journal de Malte, Foglio d’Avvisi, L’Argo, Il Cartaginese i Giornale di Malta)[13]
- mapy od XVI do XX wieku, w tym mapy dróg lokalnych, fortyfikacji i stanowisk archeologicznych[13]
- zbiór wspaniałych opraw, w tym tomy wykonane dla króla Ludwika XV, a później przekazane de Tencinowi[13]